# Machaeropterus eckelberryi
Machaeropterus eckelberryi (лат.) — вид небольших воробьиных птиц из семейства манакиновые. Назван в честь Дональда Р. Экклберри (Donald R. Eckelberry; 1921—2000), американского художника, рисовавшего птиц. Обнаружен на территории Перу.

## Таксономия
Вид описан как новый только на основании различий в вокализации. ДНК-доказательств представлено не было. Морфологически птица идентична одному из подвидов Machaeropterus striolatus, а именно M. striolatus aureopectus.
Тем не менее, Американский орнитологический союз признает новый вид валидным, как и специалисты, ведущие список видов птиц для Международного союза орнитологов.